# Холлидэй, Мэтт
Мэттью Томас Холлидэй (англ. Matthew Thomas Holliday; 15 января 1980, Стиллуотер, Оклахома) — американский бейсболист, аутфилдер. Выступал в Главной лиге бейсбола с 2004 по 2018 год. Победитель Мировой серии 2011 года в составе Сент-Луис Кардиналс. Семикратный участник Матча всех звёзд лиги, четыре раза становился обладателем награды Сильвер Слаггер. В составе сборной США принимал участие в играх Мировой бейсбольной классики 2006 года. 

## Карьера
Мэтт Холлидей начинал играть параллельно в футбол на позиции квотербека и в бейсбол. Был игроком своего региона в обоих видах спорта, но выбрал второй.
Выбран в седьмом раунде драфта 1998 года. В состав «Рокис» впервые попал в начале сезона 2004 года, подменяя травмированных аутфилдеров Престона Уилсона и Ларри Уолкера, и сразу захватил место в основном составе. Дебютировал в МЛБ 16 апреля 2004 года в поединке против своей нынешней команды «Сент-Луис Кардиналс», но за три выхода на биту не выбил ни одного хита. Уже 22 апреля в поединке против «Доджеров» он выбил свой первый хоум-ран. Всего в своём первом сезоне сыграл 121 игру, выбив 116 хитов, 14 хоум-ранов, 31 дабл и 57 RBI, имея процент отбивания 0,290. В голосовании за лучшего дебютанта Национальной Лиги 2004 года стал пятым.
20 сентября 2005 года в поединке против «Падрес» набрал 8 RBI, с этим результатом став вторым в лиге после А-Рода, набравшего 10 RBI в поединке против «Ангелов».
Настоящий прорыв произошёл в сезоне 2006 года, когда Мэтт стал лучшим игроком команды по множеству показателей. В Национальной Лиге Холлидэй был в пятёрке по проценту отбивания, хитам, ранам, экстра базам, общему количеству баз и проценту слаггинга. Так процент отбивания был равен 0,326, а хоум-ранов было за тридцать — 34. В этом сезоне Мэтт впервые был выбран в Матч Всех Звёзд, а также получил Сильвер Слаггер Эворд.
Сезон 2007 был самым выдающимся. Процент отбивания — 0,340 (первый в НЛ), хиты — 216 (первый в НЛ), даблы — 50 (первый в НЛ), хоум-раны — 36, RBI — 137 (первый в НЛ). Он финишировал вторым в выборе MVP сезона, проиграв шорт-стопу «Филлис» Джимми Роллинсу. Был назван игроком месяца Национальной Лиги в сентябре. Второй раз принял участие в Матче всех Звёзд, при этом первый раз участвовал в Хоум-Ран Дерби.
В 2007 году Мэтт также дебютировал в Пост-Сезоне. Стал MVP Финальной Серии Национальной Лиги. В том сезоне Колорадо выступало невероятно, дойдя до Мировой Серии без поражений в Постсезоне. Однако там от них камня на камне не оставили «Ред Сокс» и команда Клинта Хёрдла стала лишь второй. В Мировых Сериях Мэтт Холлидэй выбил один хоум-ран в третьей игре.
18 января 2008 года Мэтт подписал двухлетний контракт с «Рокиз» на 23 млн. долларов. Сезон для команды был не слишком удачным, один финишировали третьими в своём дивизионе, не попав в Постсезон, при этом Холлидэй остался лидером команды.
12 ноября 2008 года Мэтт был обменян в «Окланд Атлетикс» на питчеров Хьюстона Стрита и Грега Смита, аутфилдера Карлоса Гонсалеса.
Сезон в «Окланде» был не слишком удачным. Холлидэй сыграл 93 игры, выбил 11 хоум-ранов и 54 RBI, однако активная трейдовая политика «Атлетикс» привела к обмену Мэтта уже по ходу сезона в «Кардиналс». Он произошёл 24 июля 2009 года, взамен «Окланд» получили молодых и перспективных Кэйтона Мортенсона, Бретта Уоллеса и Шэйна Петерсона.
В тот же день произошёл его дебют за новую команду. Мэтт играл в чужой экипировке, в чужой перчатке и чужой битой. При этом в пяти выходах на биту Холлидэй выбил четыре хита, RBI и единожды украл базу. «Кардиналс» при этом выиграли «Филлис» 8-1.
5 ноября 2009 года Мэтт стал свободным агентом. А 21 января 2010 года Кардиналы подписали с ним семилетний контракт на 120 млн долларов. Холлидэй также поменял свой номер с 15-го на 7-й.
В 2011 году Мэтт вместе с «Кардиналс» выиграл Мировую Серию, первую и на данный момент единственную в своей карьере. Однако весь Постсезон выдался для него не слишком удачно, в 51-м выходе на базу он выбил один хоум-ран и пять RBI.
20 июля 2012 года в поединке против «Кабс» выбил хоум-ран на 469 футов, что стало рекордом нынешнего «Буш-стэдиума», третьего по счёту, открытого в 2006 году.
30 августа выбил свой 1500-й хит.

## Семья
Женат. Супруга Лесли. Имеет двух сыновей — Джэксона (род. 4 декабря 2003 года) и Этана (род. 23 февраля 2007 года), а также дочь Грэсин (род. 7 ноября 2009 года).